# Nieuwenhagen

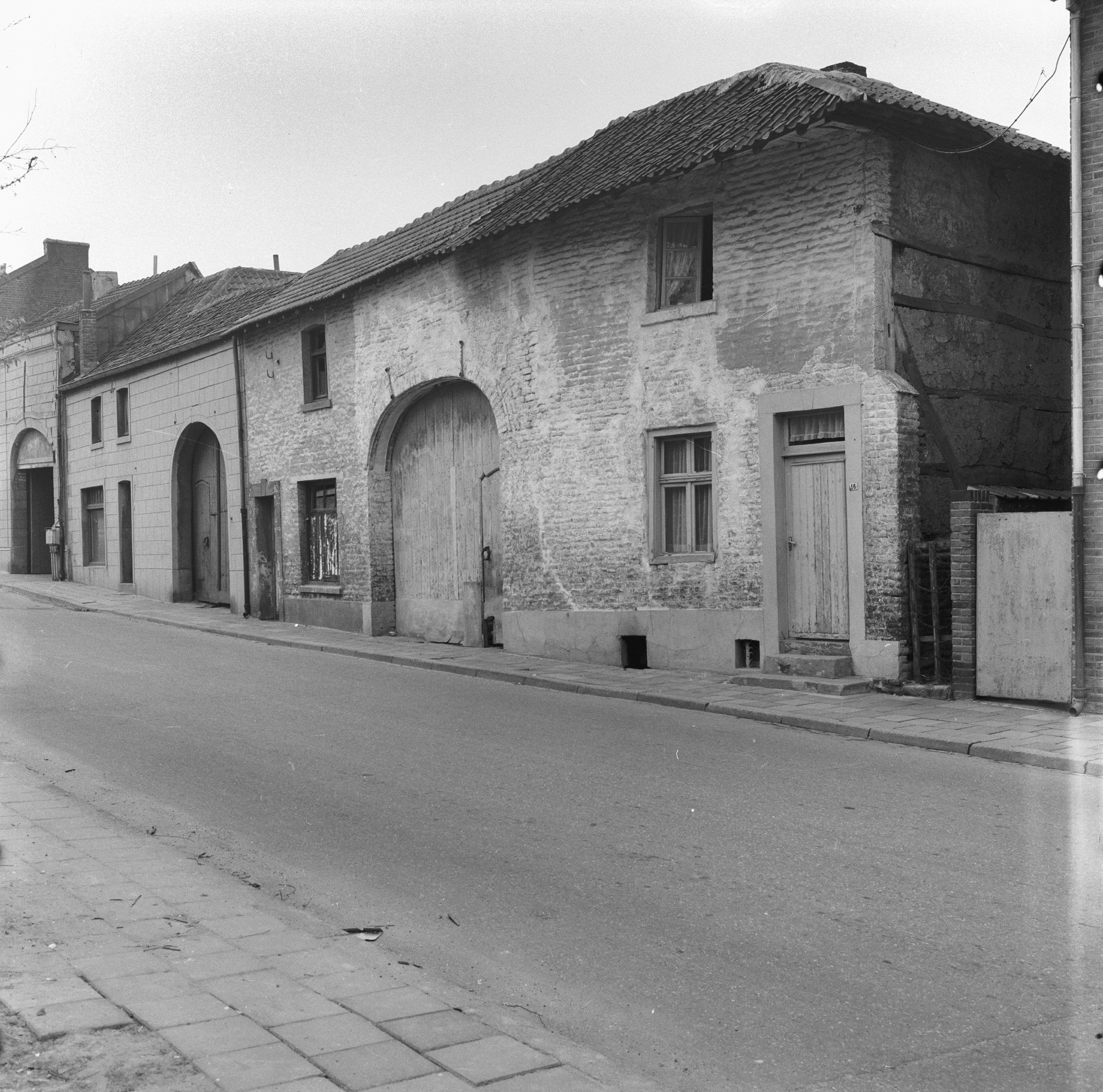
De Hereweg in 1963

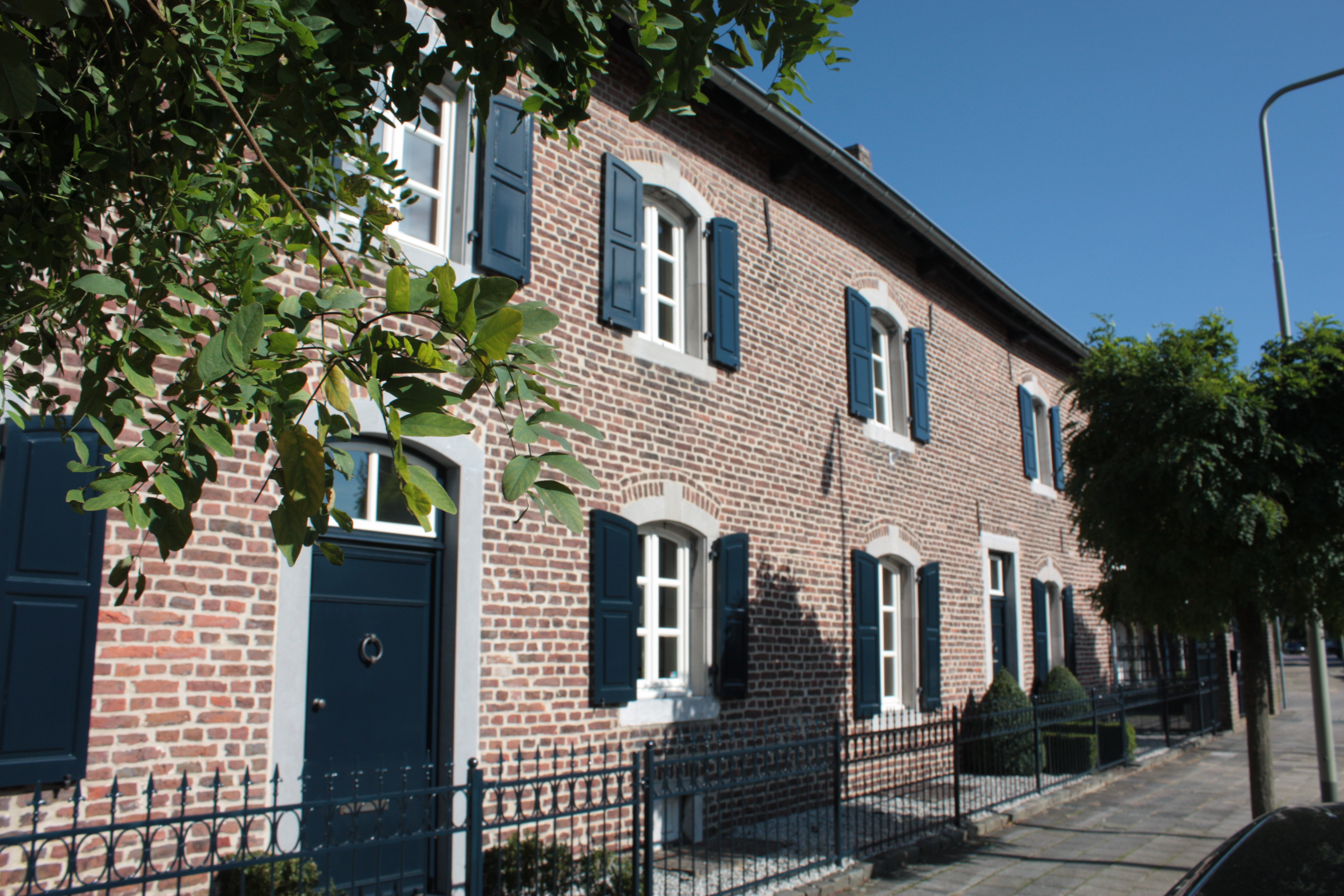
Meule van d'r Vrosch, monumentaal pand in het centrum van Nieuwenhagen

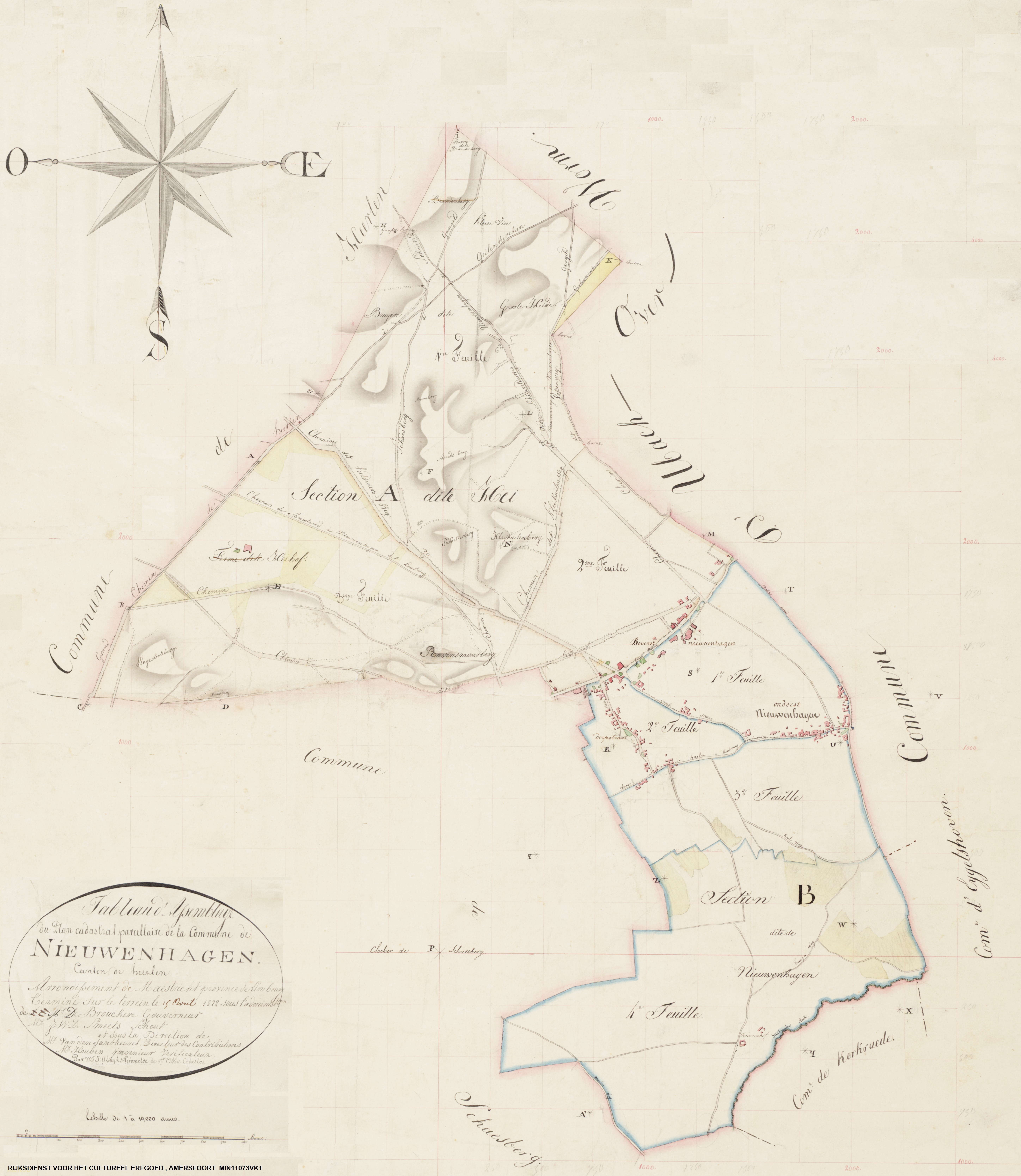
Kadasterkaart gemeente Nieuwenhagen 1822

Nieuwenhagen (Limburgs: Nuijenhage) is een dorp in de Nederlandse provincie Limburg en vanaf 1 januari 1982 tevens een wijk van de gemeente Landgraaf. Tot die tijd was Nieuwenhagen een zelfstandige gemeente.

## Geografie
Nieuwenhagen ligt op het Plateau van Nieuwenhagen dat naar de plaats vernoemd is. De hoogte bedraagt ongeveer 145 meter. Tot begin 20e eeuw was dit een agrarisch gebied met voornamelijk kleine boerenbedrijven. Anno 2014 is Nieuwenhagen onderdeel van de sterk verstedelijkte gemeente Landgraaf met ongeveer 39 000 inwoners, die op haar beurt deel uitmaakt van het stadsgewest Parkstad Limburg, vroeger de Oude of Oostelijke Mijnstreek genoemd. Voor dit dichtbevolkte gebied zijn groengebieden van groot belang. De Brunssummerheide is deels gelegen op het grondgebied van Nieuwenhagen.
Ten zuiden van Nieuwenhagen liggen twee hellingbossen: Hulsbosch en Eikenbosch.

## Geschiedenis
Door archeologische vondsten weet men dat zich reeds in de prehistorie mensen in de omgeving van Nieuwenhagen hebben opgehouden.
Uit de Romeinse tijd zijn zowel op het gebied in Nieuwenhagen als in de directe omgeving (Strijthagen) archeologische vondsten bekend. Aan de Koelweg (een zijstraat van de Hereweg) moet een villa rustica gelegen hebben, terwijl in de jaren zestig enkele honderden meters verderop aan de Hereweg het graf van een welgestelde dame is ontdekt.
De Romeinen beschikten in hun rijk over een uitgebreid netwerk van wegen, waarvan 80.000 kilometer wegen van uitstekende kwaliteit. Een van deze topwegen staat thans bekend als de Via Belgica en liep van Boulogne-sur-Mer (aan de Franse Atlantische kust) naar Keulen. Of en waar deze belangrijke Romeinse weg over Nieuwenhaags grondgebied heeft gelopen is niet helemaal zeker, omdat de weg in deze streek nog niet is opgegraven. Een mogelijk traject verloopt via Op de Heugden - Hereweg - Haanweg; de naam Hereweg zou hiertoe een aanwijzing kunnen zijn. Door archeologische vondsten is in ieder geval zeker dat de weg bij Rimburg (gemeente Landgraaf) het riviertje de Worm overstak.
Hoe het dorp aan zijn naam is gekomen is tot nu toe niet duidelijk. Het eerste lid van de naam Nieuwenhagen wijst er echter op dat er een oudere nederzetting in de omgeving is geweest, die waarschijnlijk ook Haag of Hagen heette. Het woord "Haag" betekent heg en duidt een plaats aan omgeven met een haag, wellicht een versterkte plaats. In 1213 wordt de naam Nieuwenhagen voor het eerst in een document vermeld. De eerste vermelding betreft een persoonsnaam, een ministeriaal in het gevolg van Lotharius van Are. Eerst in de 14e eeuw wordt een hoeve te Nieuwenhagen genoemd. Het dorp is waarschijnlijk in de loop der eeuwen rond de zogenaamde Vaechshof (Voogdshof) ontstaan. In de Middeleeuwen maakte het grondgebied van de latere gemeente Nieuwenhagen deel uit van de hoofdschepenbank Heerlen. Ook aan de hand van opgegraven aardewerk en pottenbakkersovens weten we dat in de Middeleeuwen mensen gewoond en gewerkt hebben in Nieuwenhagen en omgeving.
Tijdens de Tachtigjarige Oorlog wisselde de streek rondom Nieuwenhagen diverse malen van handen. De oorlog veroorzaakte economische malaise en ook na de Vrede van Münster in 1648 bleef de staatkundige situatie in het huidige Zuid-Limburg onduidelijk. Bij de vredesonderhandelingen waren de Republiek der Verenigde Nederlanden en Spanje het niet eens geworden over de toewijzing van de drie Landen van Overmaas (het land van Valkenburg, het land van 's-Hertogenrade en het land van Dalhem). De Republiek ging uit van het principe dat wie in het bezit was van de hoofdplaats, ook automatisch het bijbehorende gebied kreeg toegewezen. Spanje daarentegen had de hoofdplaats van het oude hertogdom Limburg bezet, waartoe de landen van Overmaas in principe behoorden, en gebruikte dit om claims op het hele gebied te leggen.
Bij het Partagetraktaat van 1661/62 werden zowel Valkenburg als 's-Hertogenrade en Dalhem verdeeld in een Staatse en een Spaans partage. Als gevolg hiervan ging Nieuwenhagen deel uitmaken van Staats-Overmaas en werd aldus onderdeel van de zo genoemde Generaliteitslanden van de Hollandse Republiek. Hoewel enigszins geïsoleerd, was Nieuwenhagen in die dagen niet geheel een Staatse enclave in Spaans gebied. Via het Staatse gedeelte van de Brunssummerheide (in het noorden) of het gebied van Strijthagen en de Overste Hof in het zuidoosten kon men in principe de Staatse hoofdbank Heerlen-Dorp bereiken zonder voet op Spaanse - of later Oostenrijkse - bodem te hoeven zetten. Deze routes waren echter slecht begaanbaar en betekenden een omweg en om die reden werd de Pasweg (of Passeerweg) aangelegd, dwars door de Spaanse heerlijkheid Schaesberg heen. Opmerkelijk is dat deze weg, met aan weerszijden een strook land van 4 meter en 80 centimeter, door Spanje werd afgestaan aan de Republiek.
Nadat aan het begin van de 18e eeuw de mannelijke lijn van de Spaanse Habsburgers uitstierf brak de Spaanse Successieoorlog uit. Bij de vrede van Utrecht in 1713 kwamen de Spaanse Nederlanden in handen van de Oostenrijkse Habsburgers. Voor Nieuwenhagen, dat al Staats was, veranderde er weinig. Kerkelijk was men tot 1802 aangewezen op de parochiekerk van Sint-Pancratius in Heerlen-Dorp (onder andere voor dopen, huwen en begraven).
Pas in 1745 krijgt Nieuwenhagen een eigen kapel. De gelden daarvoor kwamen beschikbaar door de laatste wil van de 10 jaar eerder overleden vrijgezel Jan Flecken. Hoewel de Staten-Generaal op dat moment het uitoefenen van de rooms-katholieke religie onder bepaalde restricties toestond, was de bouw van nieuwe kerken en kapellen op haar grondgebied verboden. Uiteindelijk bracht een zekere Johan Arnoldus Hanssen(s) de oplossing door een stuk land af te staan dat gelegen was op het grondgebied van het "Overworms kwartier" van de schepenbank Ubach (in 1661 deel van de Spaanse partage van 's-Hertogenrade). Hierop werd de nieuwe kapel gebouwd. Hoewel het stuk land in 1713 van de Spaanse Nederlanden was overgegaan naar de Oostenrijkse Nederlanden, bleef dit gebied in de volksmond het "Sjpaans Kentje" (= Spaans hoekje) heten. Deze naam ging in de loop der tijden ook over op de kapel, die ook thans nog zo genoemd wordt. Voor de bouw moest toestemming verleend worden door zowel keizer Karel VI (als opperste landheer van Ubach) en de prins-bisschop van Luik (als verantwoordelijk geestelijk gezagdrager).
In de 18e eeuw had de streek rondom Nieuwenhagen sterk te lijden onder de rooftochten van de benden der Bokkenrijders en de hysterische klopjachten door kerk en overheid die daarvan het gevolg waren.
In 1802 werd Nieuwenhagen een zelfstandige gemeente binnen het Franse departement van de Nedermaas. Van 1830 tot 1839 maakte Nieuwenhagen, zoals de meeste andere Zuid-Limburgse gemeenten deel uit van België; na 1839 van het Koninkrijk der Nederlanden. Per 1 januari 1982 vond er in Zuid-Limburg een gemeentelijke herindeling plaats waarbij de voormalige gemeenten Schaesberg, Ubach over Worms en Nieuwenhagen in de nieuwgevormde gemeente Landgraaf opgingen. Sindsdien is Nieuwenhagen een wijk en een van de grotere kernen binnen de gemeente Landgraaf.

## Bezienswaardigheden
- Sjpaans Kentje, een kapel uit 1745/46, in 1790 sterk verbouwd. Het is een relatief eenvoudig bakstenen gebouw in neoclassicistische stijl. De voorgevel heeft een eenvoudige fries met daarboven een timpaan in natuursteen, gedragen door vier Ionische pilasters. Op het dak staat sinds de restauratie in de jaren 1980 weer een bescheiden houten dakruiter.
- Onze-Lieve-Vrouw Hulp der Christenenkerk, gebouwd in 1917 door architect Hubert van Groenendael.
- Heilig Hart Van Jezuskerk, kerk ontworpen door Jos Wielders, in 1919 gebouwd in de uitbreidingswijk Nieuwenhagerheide.
- Sint-Barbarabeeld, een beeld van de patroonheilige van mijnwerkers.
- Muële van d'r Vrösch, aan Gatestraat 70-72, van 1760, gewijzigd in 1810, met graanmolen en kleine graandrogerij op de binnenplaats.
- Iggene Winkel, aan Emmastraat 20, gesloten hoeve, 1779-1791.

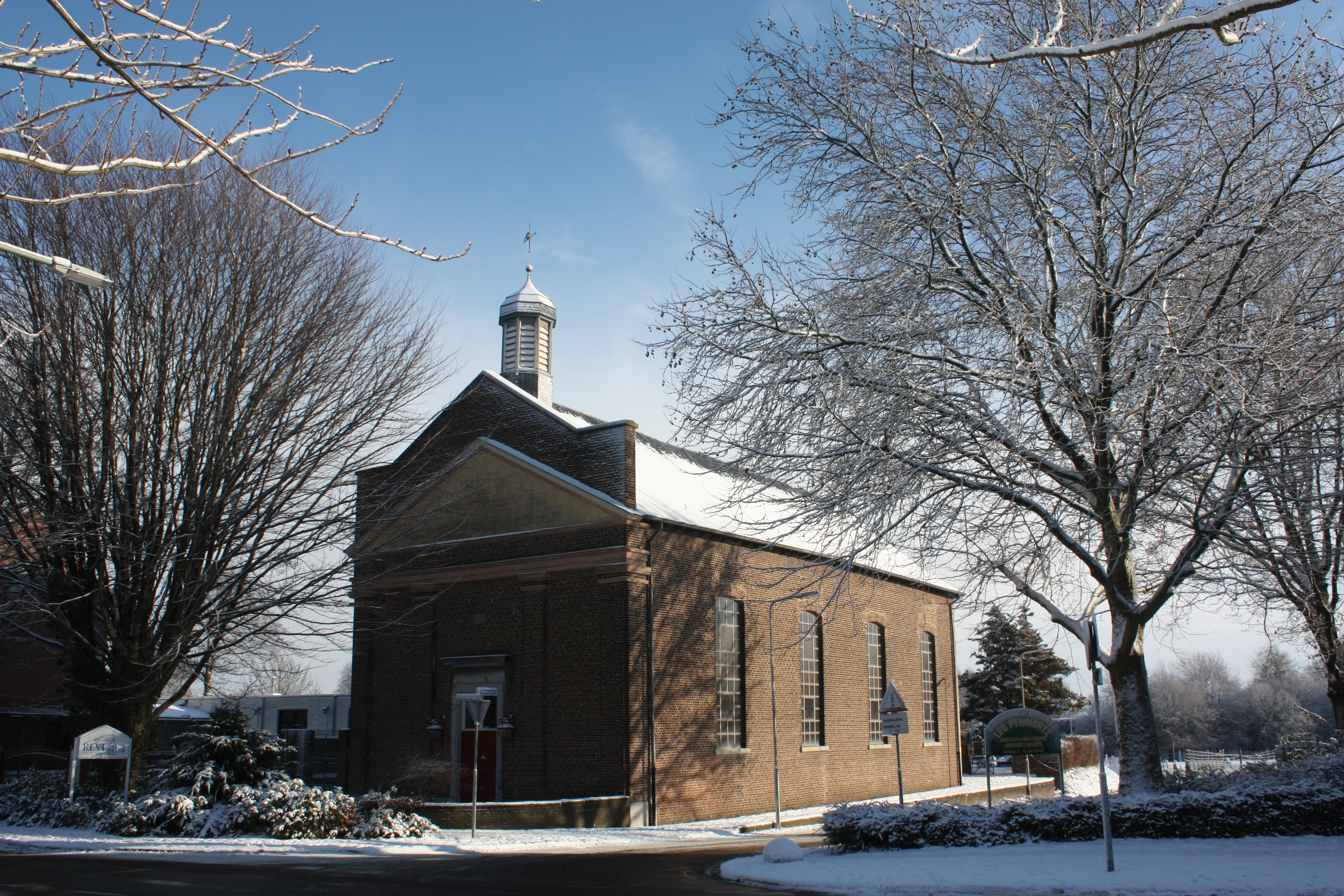
Sjpaans Kentje in de sneeuw
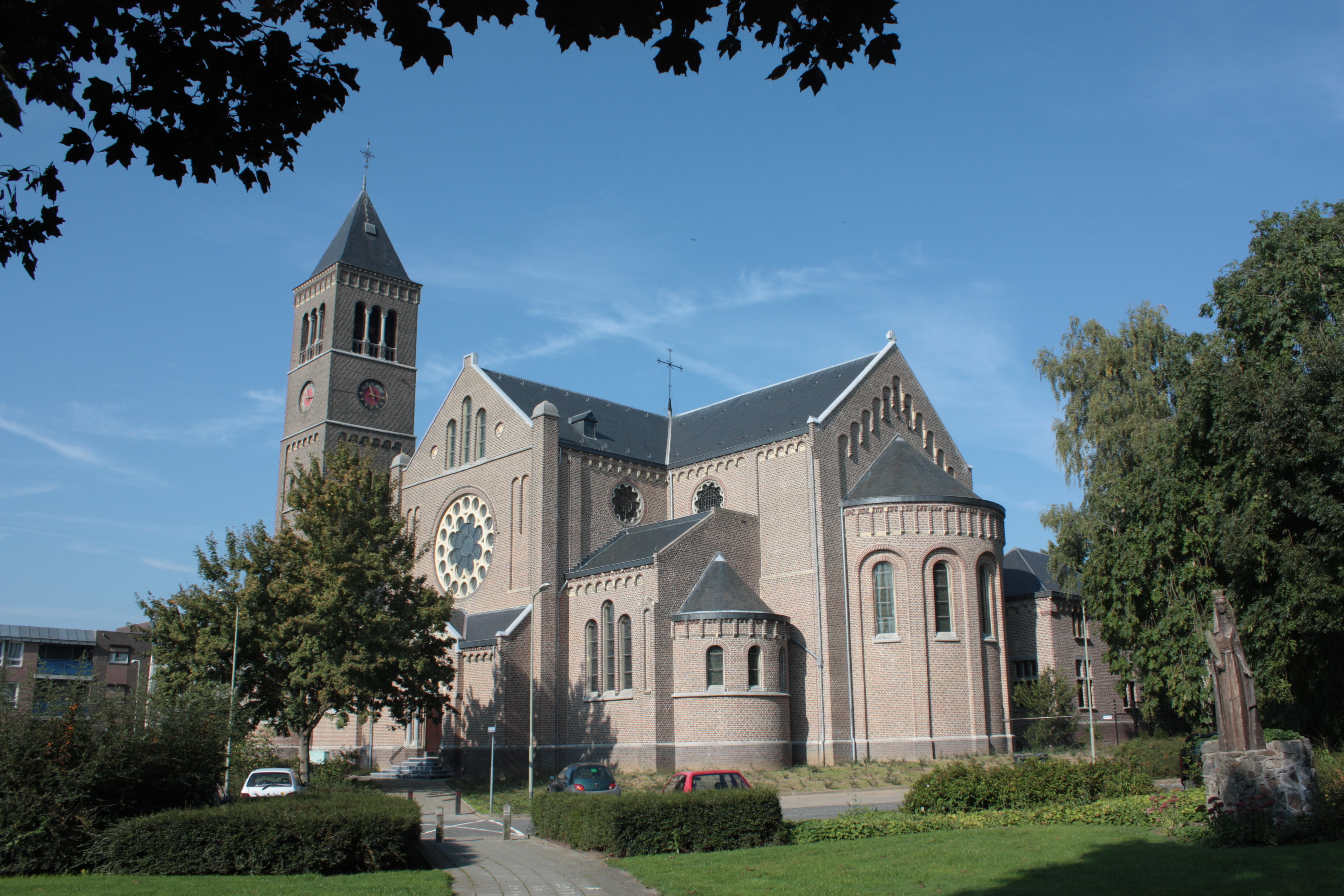
Kerk OLV Hulp der Christenen
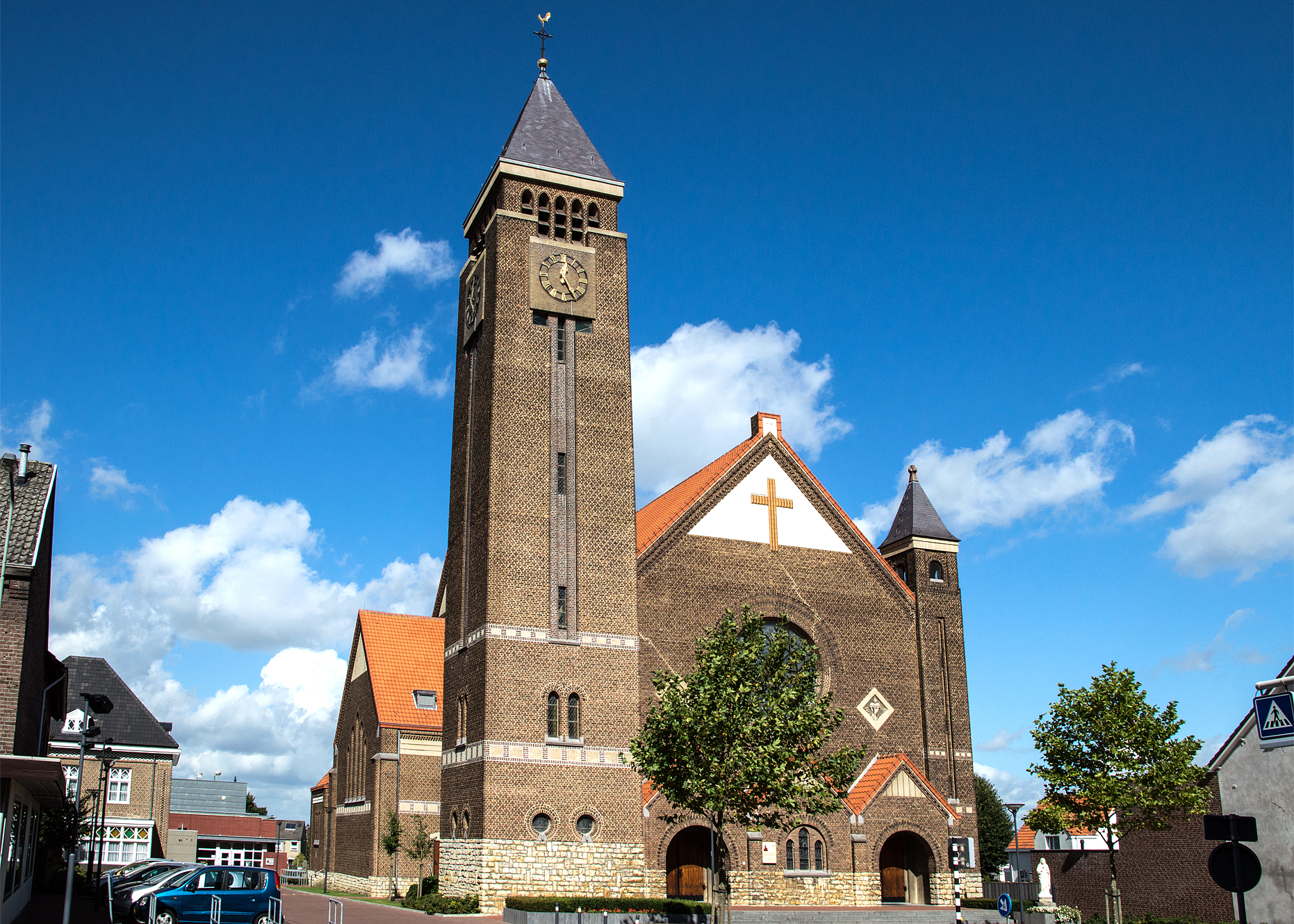
Kerk H.Hart van Jezus
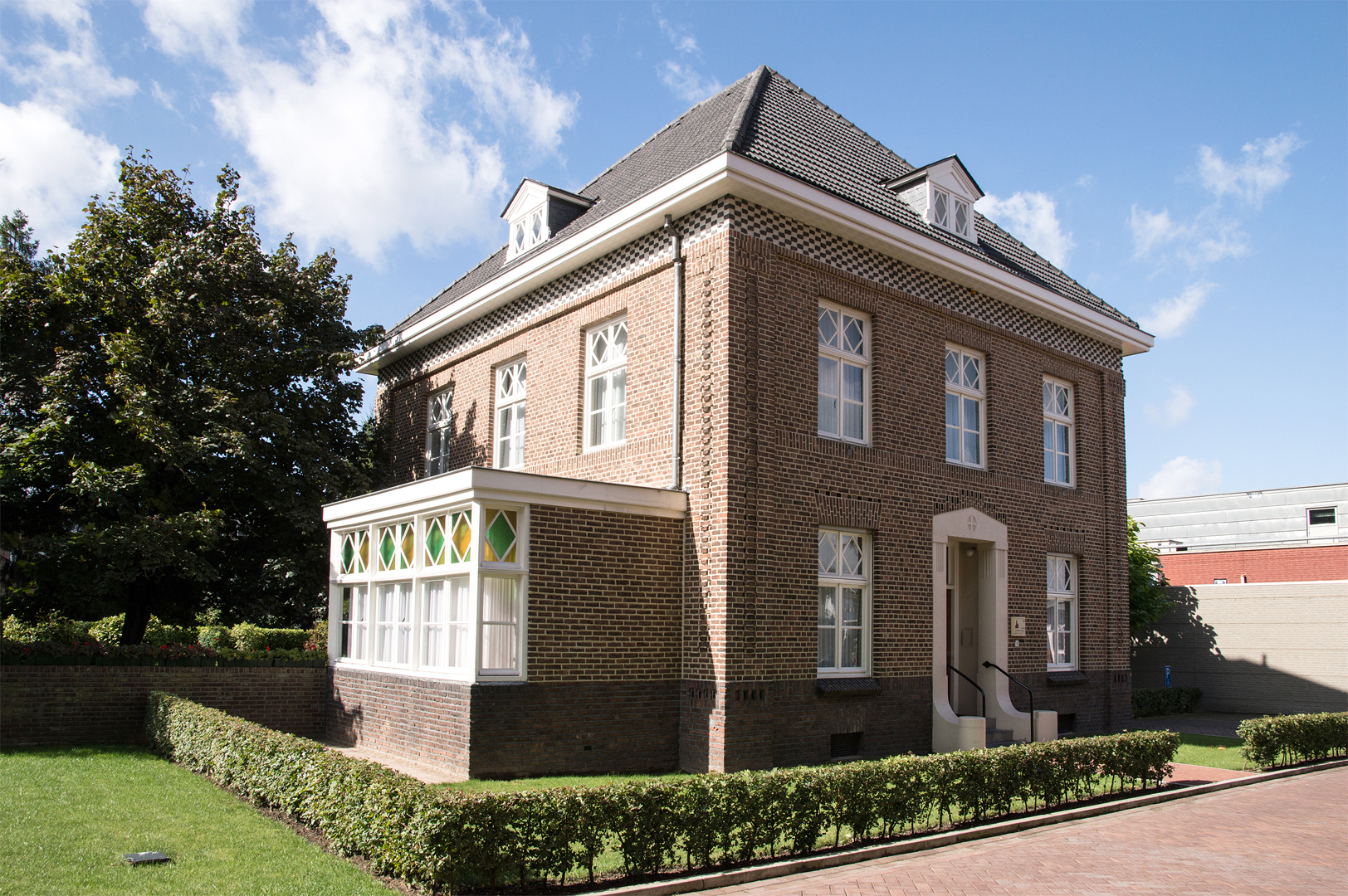
Pastorie, Hoogstraat 139

## Verenigingen
- Fc Landgraaf Nieuwenhagen (fusie van Sportvereniging Nieuwenhagen (SVN) en RKSV Sylvia) (voetbal)
- Gymnastiekvereniging Olympia, opgericht 1907 (turnsport)
- Schutterij Koningin Wilhelmina, in 1860 opgericht (schutterij, folklore) helaas besloten de leden, op Zondag 29 maart 2015, in een buitengewone algemene ledenvergadering om de weerbaarheidsvereniging Schutterij Koningin Wilhelmina Nieuwenhagen na bijna 155 jaar op te heffen.
- Harmonie St. Caecilia Nieuwenhagen, opgericht 1890 (blaasmuziek)
- Fanfare Eendracht Nieuwenhagerheide, opgericht 1890 (blaasmuziek)
- Carnavalsverein Ieëre Road de Sjweëgelsöppers, opgericht 1982 (carnavalsvereniging)
- Toneelvereniging Kiekes Wead, opgericht 1978 (amateurtoneel)
- Oudheidkundig en Cultuurhistorisch Genootschap Landgraaf, opgericht 1982 (Heemkundevereniging Landgraaf)
- Stichting Meifeesten Nieuwenhagen, opgericht 1990 (folklore, cultuur)
- Carnavalsvereniging CV de Hootkulle, opgericht 1982 (carnavalsvereniging)
- CV de Unskes ( carnavalsvereniging )
- CV de Spinneköpkes ( Carnavalsvereniging )

## Geboren in Nieuwenhagen
- Willem Jurgens (1780 - 1836), telg uit de handels- en marskramersfamilie Jurgens. Hij was, evenals zijn vader Dionysius en zijn jongere broer Lennert, "handelaar op Amsterdam in textiel en naalden uit Aken". De nakomelingen van Willem Jurgens waren in 1871 de eersten die margarine produceerden. Na een reeks van fusies ontstond uit hun bedrijf het Unilever-concern
- Leni Raats (1925 - 2013), zangeres van het duo Leni & Ludwig
- Sjeng Kremers (1933), psycholoog, bestuurder en politicus (commissaris van de Koningin van Limburg, 1977-1990)
- Hein Meens (1949 - 2012), tenor en dirigent
- Hans Zuidersma (1949), voetballer
- Joep Lange (1954 - 2014), hoogleraar infectieziekten en aidsdeskundige
- Harry Leunessen (1965), ambtenaar en politicus

## Nabijgelegen kernen
Schaesberg, Waubach, Eygelshoven, Abdissenbosch